# Maximilian II Emanuel, Tuyển hầu xứ Bayern
Maximilian II (11 tháng 7 năm 1662 - 26 tháng 2 năm 1726), còn được gọi là Max Emanuel hoặc Maximilian Emanuel, là nhà cai trị của Công quốc Bayern, thuộc Nhà Wittelsbach, và là một trong tám Tuyển đế hầu của Đế chế La Mã Thần thánh. Ông cũng là thống đốc cuối cùng của Hà Lan thuộc Tây Ban Nha và Công tước của Luxembourg. Maximilian là một quân nhân có năng lực, tham vọng của ông đã dẫn đến những xung đột làm giảm đi những thành tựu mà triều đình của ông đã đạt được trước đó.
Ông sinh ra ở München, là con của Ferdinand Maria, Tuyển hầu xứ Bayern và Công chúa Henriette Adelaide của Savoy. Ông bà ngoại của ông là Victor Amadeus I của Savoy và Christine của Pháp, con gái của vua Pháp Henri IV.

## Thân thế

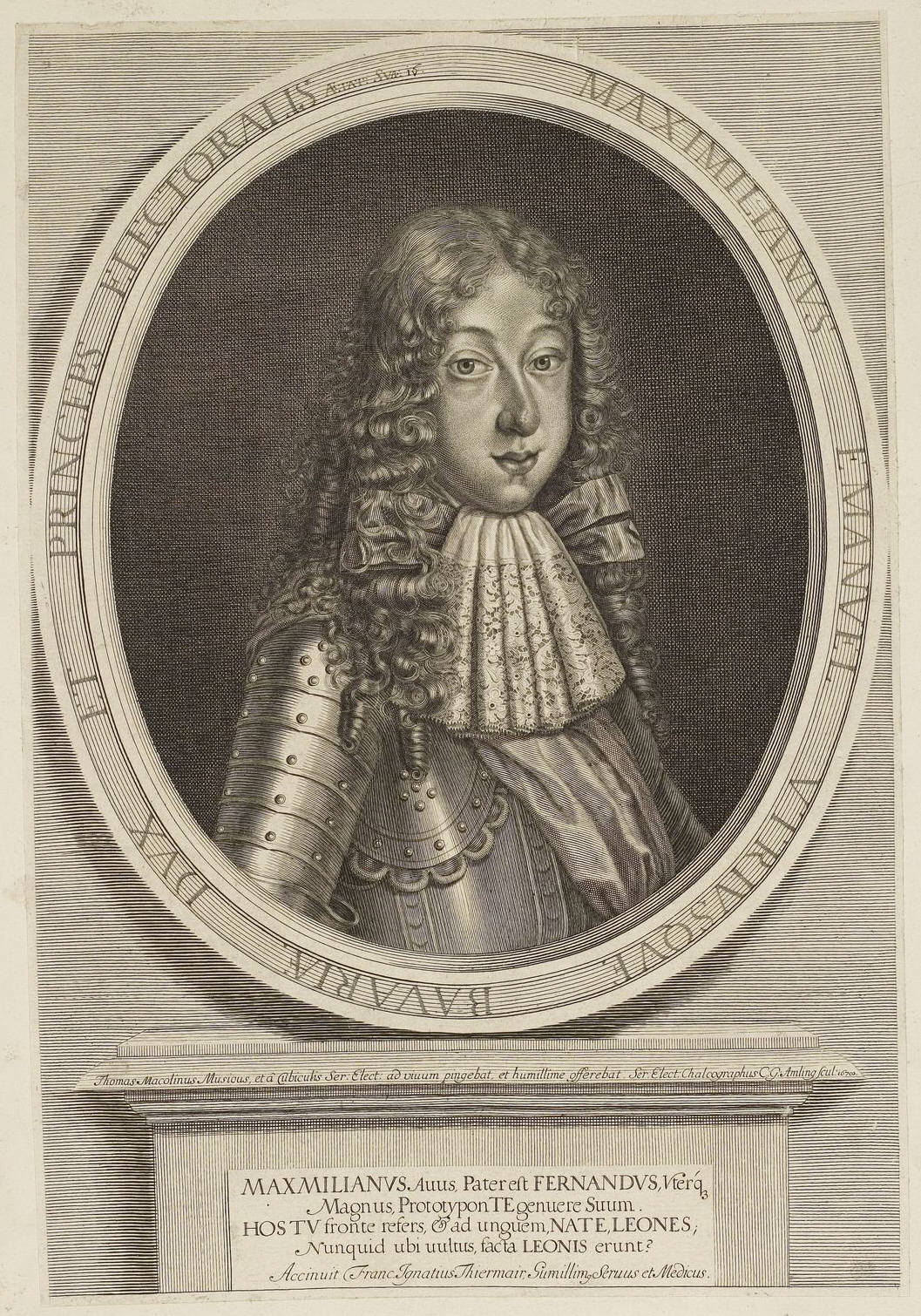
Tranh khắc đồng từ năm 1678 bởi Carl Gustav Amling

Max Emanuel là con trai cả của cặp vợ chồng tuyển đế hầu Ferdinand Maria và Henriette Adelheid, sinh ra tại München. Để tỏ lòng biết ơn đối với sự ra đời được mong đợi từ lâu là sẽ có người thừa kế ngai vàng, mẹ của ông sau đó đã nhận được tiền như một món quà để xây lâu đài Nymphenburg, mà con trai bà sau này mở rộng ra và dùng làm nơi cư ngụ vào mùa hè. Nhà thờ dòng Theatine (München) cũng được cho xây vào dịp này.

## Cai trị

### Thời gian đầu
Sau cái chết của cha mình, Max Emanuel lên nắm quyền vào năm 1679, ban đầu dưới sự giám hộ của người chú Maximilian Philipp von Leuchtenberg cho đến năm 1680, và tiếp tục hiện đại hóa quân đội Bayern dựa trên mô hình của Pháp. Do hiến pháp chiến tranh đế quốc năm 1681, Bayern cũng có nghĩa vụ cung cấp quân đội cho quân đội đế quốc, vì vậy quân đội Bayern ra đời với tư cách là quân thường trực. Việc quốc hữu hóa quân sự cũng trở thành một yếu tố quan trọng của chính trị quyền lực chuyên chế của các tuyển hầu. Kaspar von Schmid, người cùng với Korbinian von Prielmayr đã định hình chính sách trung lập của Bavaria dưới thời cha của Max Emanuel, ban đầu vẫn là thủ tướng chính quyền.

### Trung thành với Hoàng đế và thắng lợi trong chiến tranh với Thổ

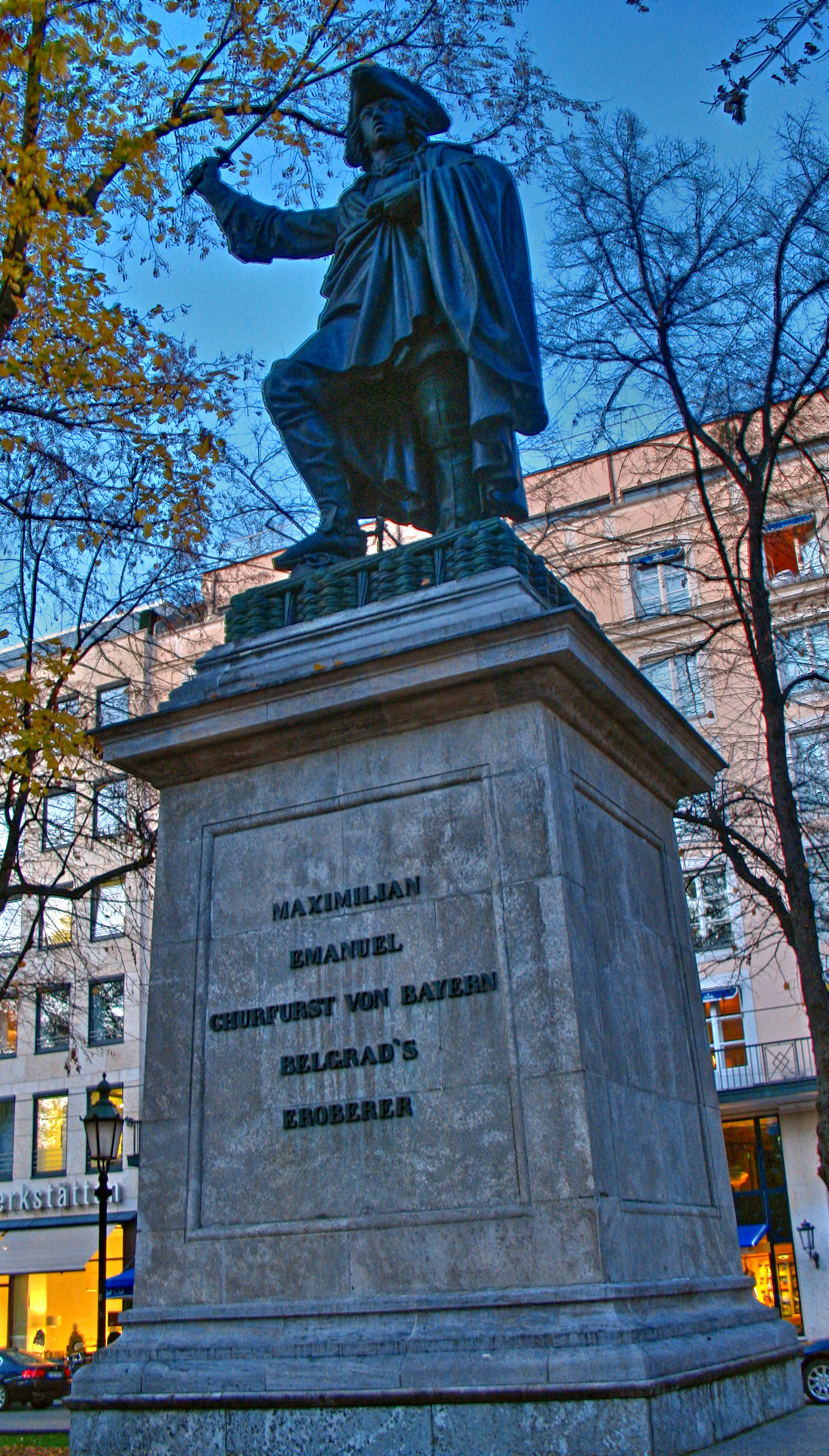
Tượng Max Emanuel, München

Max Emanuel sau đó đã thay đổi hướng đi của Bayern trong chính sách đối ngoại: cha của ông, Tuyển hầu tước Ferdinand Maria, đã cố gắng giữ Bayern tránh khỏi các cuộc xung đột giữa các cường quốc. Max Emanuel trái lại đã can thiệp một cách hung hãn vào chính trị châu Âu.
Tài sản mà ông ta tích lũy được từ cha mình khiến anh ta trở nên đáng để ý đối với cả Hoàng đế La Mã Thần thánh Leopold I và Vua Pháp Louis XIV. Lúc đầu, giống như cha mình, ông theo đuổi chính sách trung lập giữa Versailles và Wien. Chính sách đoàn tụ của Louis XIV (sát nhập các lãnh thổ thuộc Đế quốc La Mã Thần Thánh mà pháp lý có liên hệ với chủ quyền Pháp) đã dẫn đến một mối quan hệ gần gũi với Hoàng đế. Trong bối cảnh mối đe dọa của Thổ Nhĩ Kỳ và chính sách mở rộng của Pháp, cả hai bên đã ký kết một thỏa thuận quốc phòng vào năm 1683, được bổ sung một thời gian ngắn sau đó bằng một thỏa thuận quân sự.
Khi người Thổ Nhĩ Kỳ bao vây Wien trong cuộc Đại chiến Thổ Nhĩ Kỳ năm 1683, Tuyển hầu tước Bayern đã đến viện trợ quân sự cho Hoàng đế với khoảng 11.000 binh sĩ. Với sự tham gia của lính Bayern, Hoàng đế Leopold I và Vua Ba Lan Sobieski đã thành công trong việc giải phóng Wien khỏi quân Thổ Nhĩ Kỳ (ngày 12 tháng 9). Ông là một trong số ít công tước đích thân ra trận. Ngay cả sau khi giải phóng Wien, Maximilian Emanuel và quân đội Bayern vẫn chiến đấu trong Đại chiến Thổ Nhĩ Kỳ. Những người lính của ông đã tham gia vào cuộc chinh phục Gran vào năm 1683. Một năm sau, chính ông ta cũng tham gia vào cuộc tấn công bất thành vào Ofen (Budapest / Hungary ngày nay).

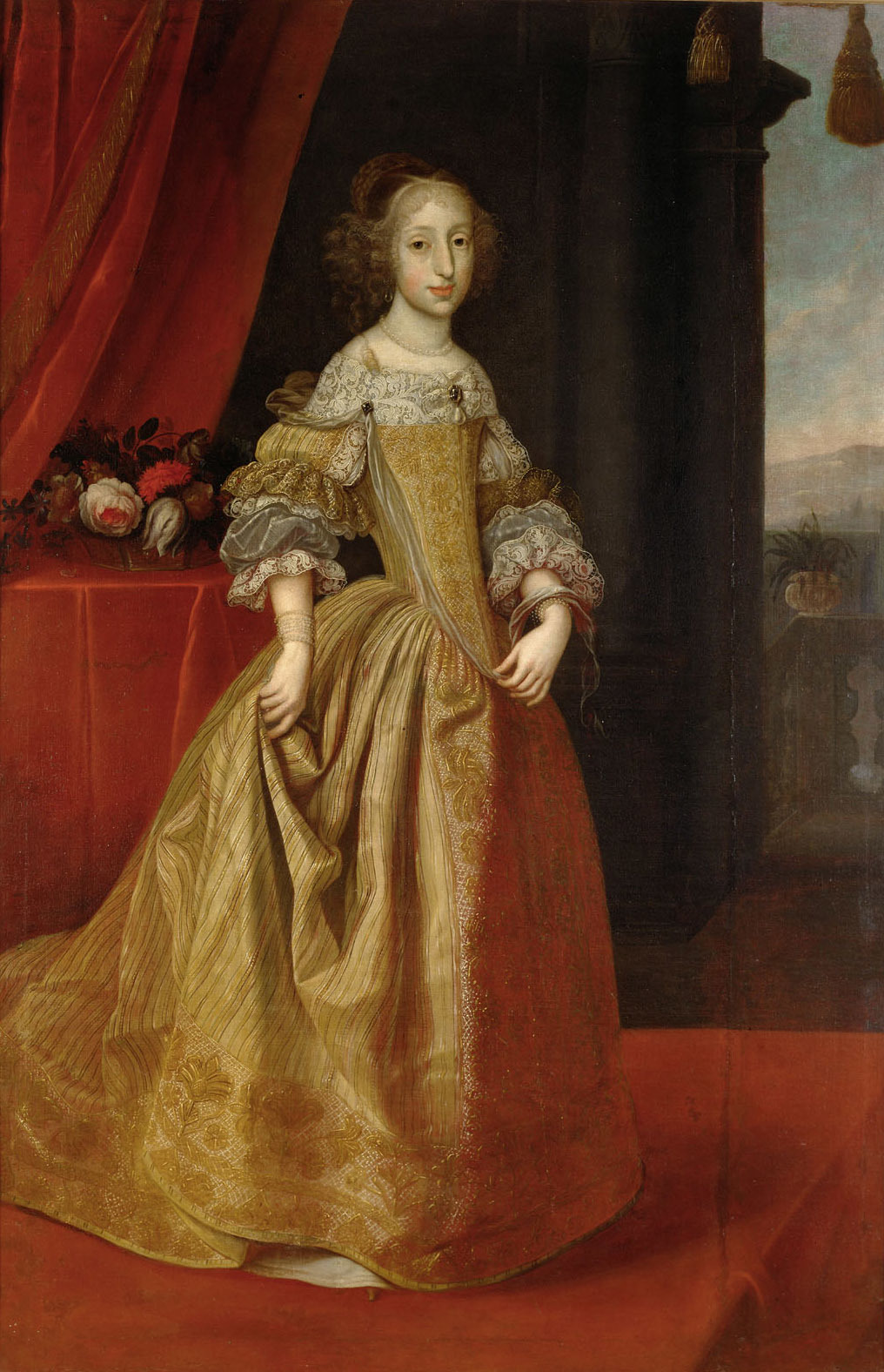
Maria Antonia của Áo

Vì Leopold I muốn ràng buộc vị tuyển hầu tước này chặt chẽ hơn với Hoàng tộc Hasburg, ông đã miễn cưỡng đồng ý cuộc hôn nhân của Max Emanuel (ngày 15 tháng 7) với con gái của mình là Maria Antonia vào năm 1685. Cuộc hôn nhân này có tầm quan trọng quốc tế vì Nữ đại vương công là người thừa kế ngai vàng tiềm năng của Carlos II. Carlos II và Hoàng tộc Cortes không đồng ý việc từ bỏ quyền thừa kế. Điều này đã cho phép Maximilian Emanuel thay mặt vợ mình đòi quyền thừa kế Tây Ban Nha cùng với các hậu duệ của Leopold và Louis XIV. Vào thời điểm đó, Enrico Zuccalli đã xây lâu đài Lustheim cho cặp vợ chồng tuyển hầu tước, nhưng cuộc hôn nhân sớm trở nên kém hòa hợp.
Trong quá trình tiếp theo của cuộc chiến tranh Thổ Nhĩ Kỳ, Max Emanuel đã có được danh tiếng của một vị tướng kiệt xuất nhờ lòng dũng cảm tuyệt vời. Trong chiến dịch chống lại quân Ottoman năm 1685, Maximilian Emanuel giữ chức vụ chỉ huy phụ. Ông chỉ huy một thời gian ngắn tự mình chỉ huy một đoàn quân nhỏ vào năm sau, trước khi quay trở lại dưới trướng Karl V của Lorraine để tấn công Ofen. Một cuộc tấn công vào núi Harsan, trong đó quân đội của Maximilian Emanuel cũng tham gia, dẫn đến cuộc chinh phục thành phố vào năm 1686. Năm sau, anh ta lại nắm quyền chỉ huy một thời gian, trước khi các vấn đề về nguồn cung cấp một lần nữa dẫn đến việc hợp nhất với Lorraine. Trong trận Mohács, cánh hữu do ông chỉ huy cùng với Ludwig Wilhelm von Baden-Baden đã góp phần quyết định vào chiến thắng của đế quốc.
Từ mùa thu năm 1687, vị tuyển hầu này đã thúc đẩy việc chuyển giao vị trí tổng tư lệnh và đe dọa chấm dứt liên minh. Tháng 7 năm 1688 Leopold nhượng bộ và Tuyển hầu tước xứ Bayern được trao quyền chỉ huy tối cao tại Hungary. Ông đã thành công trong việc giải phóng Belgrade. Chính ông đã chiến đấu trong hàng ngũ binh lính và bị thương nhiều lần. Chỉ riêng trong trận chiến này, 5.000 trong số 33.500 binh sĩ Bayern và 7.000 chiến binh Thổ Nhĩ Kỳ đã chết. Kết quả là, ông được biết đến với cái tên "Vua xanh" (tiếng Thổ Nhĩ Kỳ: Mavi Kral) - như ông được biết đến vì bộ đồng phục màu xanh của mình - và là người chinh phục người Thổ Nhĩ Kỳ trên khắp châu Âu. Để tạ ơn, anh đã được phong làm hiệp sĩ của Orden vom Goldenen Vlies. Tuy nhiên, chi phí chiến tranh không được Hoàng đế trang trải đầy đủ, đè nặng lên sức mạnh tài chính của Bayern. Từ năm 1689 đến năm 1697, quân đội Bayern cũng bị trói buộc trong Chiến tranh Kế vị Pfalz. Năm 1700, Max Emanuel đã giành được thị trấn và quyền thống trị Wertingen và quyền thống trị Hohenreichen cho Bayern. Mặt khác, chế độ quân chủ Habsburg đã có thể mở rộng sang phía đông thông qua các cuộc chiến tranh thành công chống lại Thổ Nhĩ Kỳ, mà chính Max Emanuel đã đóng góp, và giờ đây đã trở thành một nước láng giềng áp đảo.

### Thống đốc Hà Lan thuộc Tây Ban Nha
Mặc dù Max Emanuel đã nối lại quan hệ ngoại giao với Pháp, nhưng tranh chấp giáo phận ở Köln, trong đó ông ủng hộ anh trai mình là Joseph Clemens von Bayern, và sự khởi đầu của Chiến tranh kế vị Pfalz có liên quan tới việc đó lại dẫn đến sự rạn nứt trong quan hệ hai bên. Maximilian Emanuel chiến đấu chống lại quân Pháp vào năm 1690 ở vùng Trung và Thượng sông Rhine. Một năm sau, ông ủng hộ Victor Amadeus của Savoy và đánh chiếm Carmagnola.

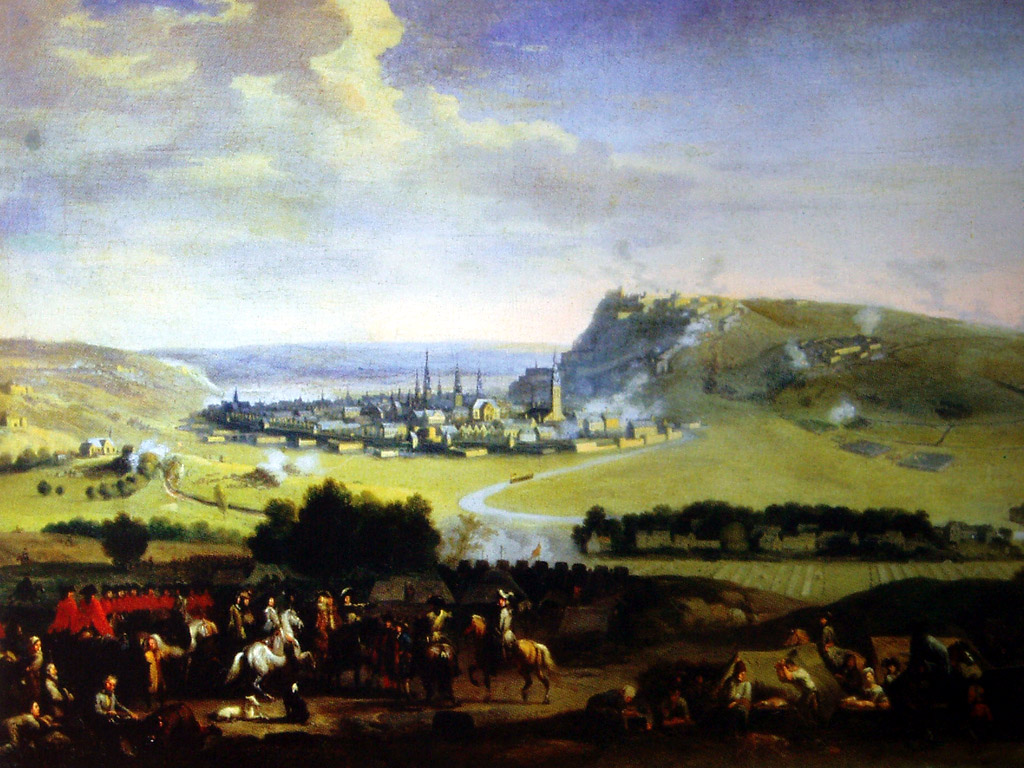
Bao vây Namur 1695

Do sự thúc giục của Hoàng đế và Wilhelm III. của Orange, Vua Tây Ban Nha Carlos II bổ nhiệm ông làm thống đốc của Hà Lan thuộc Tây Ban Nha vào ngày 12 tháng 12 năm 1691. Vì sử dụng tiền quỹ của Bayern cho Hà Lan, ông đã góp phần làm cho tình trạng ngân sách ở tuyển hầu quốc trở nên tồi tệ hơn. Ít nhất là đám cưới của ông với Therese Kunigunde của Ba Lan vào ngày 2 tháng 1 năm 1695 tại Wesel đã mang lại một khoản của hồi môn khá lớn trị giá 500.000 Taler cho cuộc hôn nhân thứ hai của ông.
Max Emanuel cho thiết lập một cung điện lộng lẫy ở Brussels để chứng minh quyền kế thừa tiềm năng ở Tây Ban Nha. Do thiếu hậu duệ nam, quyền cai trị của Habsburg đối với các vùng đất của vương quốc Tây Ban Nha coi như sắp kết thúc vào cuối thế kỷ 17 và việc kế vị ngai vàng của Tây Ban Nha đã trở thành chủ đề được chú ý chung trong ngoại giao châu Âu. Trên thực tế, Carlos II đã chọn con trai của Max Emanuel từ cuộc hôn nhân đầu tiên, Joseph Ferdinand, làm người thừa kế toàn cầu của đế chế Tây Ban Nha. Cái chết sớm của ông vào năm 1699, nguyên nhân không bao giờ được làm rõ (ví dụ như ở Versailles, người ta nói rằng ông chết vì chất độc mang tới từ Wien), có nghĩa là một thảm họa cho kế hoạch thăng tiến đầy tham vọng của Max Emanuel. Ngay từ cuối năm 1696, Max Emanuel đã ký kết một hiệp ước bí mật với Tuyển hầu tước Brandenburg Frederick, trong đó cả hai bên đảm bảo lẫn nhau về sự hỗ trợ lẫn nhau để giành được vương miện hoàng gia. Tuy nhiên, hợp đồng này không có được hậu quả như mong muốn.
Trong khi đó, Maximilian Emanuel đã ủng hộ quân đội Đồng minh trong cuộc chiến ở Hà Lan. Trong số những việc khác, ông đã tham gia cuộc tái chinh phục Namur vào năm 1695. Tuy nhiên, ông không thể ngăn cản người Pháp ném bom Brussels và phá hủy nhất là trung tâm thành phố. Tình hình tài chính tồi tệ buộc ông ta phải tham gia một cuộc chiến thận trọng. Sau Hiệp ước hòa bình Rijswijk năm 1697, bộ trưởng Jan van Brouchoven của ông đã thực hiện nhiều cải cách khác nhau. Kế hoạch mở lại cửa sông Scheldt để vận chuyển hàng hải thất bại do Anh và Hà Lan kháng cự. Vị thống đốc ngày càng trở nên không được ưa chuộng và vào năm 1699 đã phải dùng quân đội Bayern để đàn áp mạnh mẽ một cuộc nổi dậy do các bang hội lãnh đạo.

### Thay đổi phe phái
Khi trong di chúc cuối cùng của Carlos II, cháu trai của Louis XIV và cháu trai của Max Emanuel, Philip V của vương tộc Bourbon, được mệnh danh là người thừa kế duy nhất của Tây Ban Nha, Chiến tranh Kế vị Tây Ban Nha nổ ra vào năm 1701. Lần này Max Emanuel đứng về phía Pháp (sự chuyển hướng của Bayern trong Chiến tranh Kế vị Tây Ban Nha). Với tư cách là thống đốc, ông cho phép quân đội Pháp chiếm đóng các pháo đài của Tây Ban Nha ở Hà Lan và thành lập một liên minh với Pháp. Một thời gian ngắn sau đó, ông trở về Bayern. Mặc dù Bayern có dân số chỉ 1,1 triệu vào thời điểm đó, Max Emanuel đã duy trì một đội quân 27.000 người. Max Emanuel đã cố gắng thuyết phục tổng giám mục Mainz và thủ tướng đế quốc Lothar Franz von Schönborn cho đế chế đứng trung lập nhưng không thành công. Năm 1702, Louis XIV hứa sẽ bồi thường cho Maximilian Emanuel nếu Bayern bị chiếm đóng.

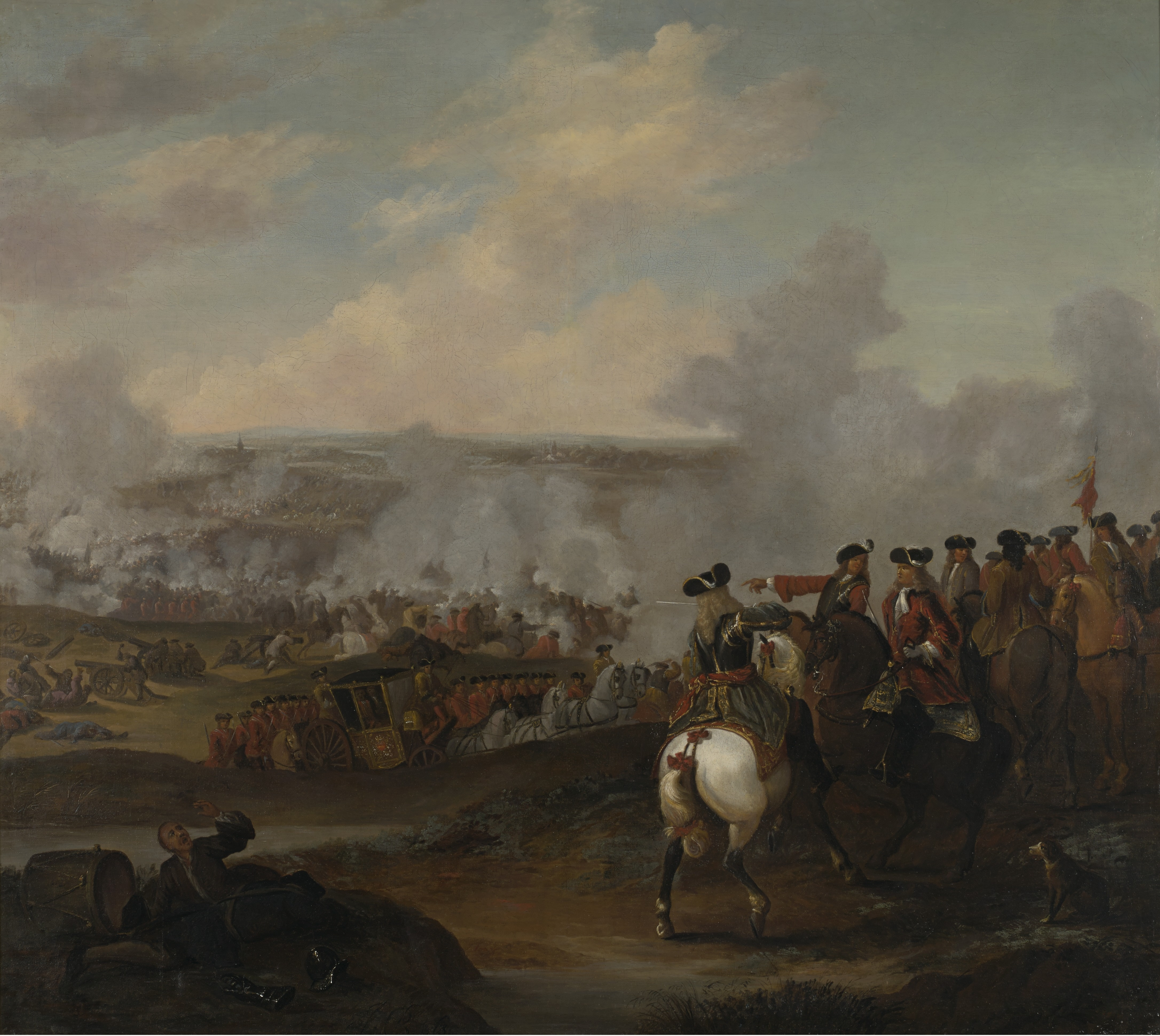
Thất bại trong trận chiến Höchstädt 1704 buộc Maximilian Emanuel phải đi khỏi Bayern

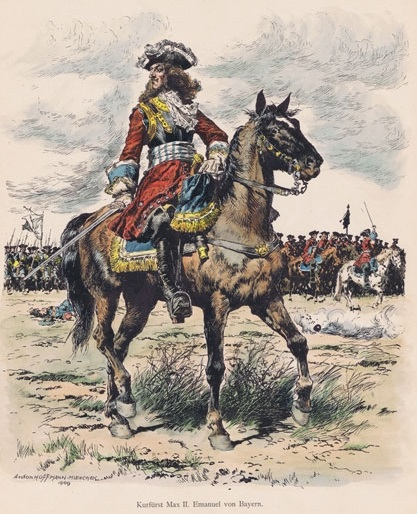
Max Emanuel lãnh đạo quân đội

Năm 1702, ông chiếm đóng thành phố Ulm để đảm bảo kết nối giữa Bayern và Pháp. Năm sau Neuburg an der Donau bị chiếm đóng sau một cuộc bao vây và sau đó Regensburg bị chiếm đóng. Quân đội Pháp được cử đến Bayern để Maximilian Emanuel tấn công Tyrol. Mục đích tiến đến Ý để thống nhất với người Pháp dưới thời Louis II Joseph de Bourbon, duc de Vendôme, thất bại. Tại Tyrol, Maximilian Emanuel gặp phải sự phản kháng của dân chúng chống lại sự cai trị của Bayern. Việc này buộc Bayern phải rút lui. Vào tháng 9 năm 1703, Max Emanuel đã giành chiến thắng trong trận Höchstädt đầu tiên với quân Pháp dưới sự dẫn dắt của Claude-Louis-Hector de Villars chống lại quân đội Đế quốc và Phổ. Nhiều phe đã cố gắng hòa giải, nhưng Maximilian Emanuel không chấp nhận. Thay vào đó, ông chiếm Augsburg vào cuối năm 1703 và Passau vào đầu năm sau. Một chiến dịch mùa đông đến Thượng Áo không mang lại được thành công nào đáng kể. Trong các cuộc đàm phán kế tiếp, dưới sự trung gian của Ludwig Wilhelm von Baden-Baden, Maximilian Emanuel chấp nhận thay đổi liên minh với điều kiện được phong làm vua. Leopold I không chấp nhận điều này. Sau đó, vào tháng 7 năm 1704, các tướng Maffei và Arco của Max Emanuel chết trận trong trận đánh Schellenberg. Qua chiến thắng này của quân Anh, Hà Lan và Đế chế đối với Bayern và sau đó thêm việc chiếm giữ Donauwörth, phòng tuyến Donau đã bị phá vỡ và Khu vực tuyển hầu quốc Bayern bị bỏ ngõ trước quân Đồng minh. Đại liên minh The Hague của Hoàng đế với Anh và Hà Lan Thống nhất lúc này đã huy động những tướng giỏi nhất của mình như Eugene of Savoy và Công tước Marlborough chống lại Bayern và Pháp.
Vào ngày 13 tháng 8 năm 1704, hơn 100.000 binh sĩ đối đầu với nhau trong Trận chiến Höchstädt lần thứ hai, trong đó khoảng 25.000 người chết hoặc bị thương. Pháp và đồng minh Bayern đã thua trận này. Tuyển hầu tước trốn sang Hà Lan. Bayern bị Đế quốc chiếm đóng. Ban đầu, vợ ông Therese Kunigunde người Ba Lan được trao quyền kiểm soát khu vực hành chính München trước khi nhà Habsburgs nắm quyền quản lý ở đây vào năm 1705, phá vỡ Hiệp ước Ilbesheim. Đồng thời, vào ngày 16 tháng 5 năm 1705, München bị chiếm đóng bởi 3.200 quân triều đình và Pfalz. Leopold I đã qua đời vào ngày 5 tháng 5 và con trai của ông là Hoàng đế Joseph I ngay lập tức theo đuổi chính sách ung hãn hơn. Sự đau khổ của người dân bùng lên trong một cuộc nổi dậy bị đàn áp đẫm máu vào năm 1705 trong Vụ giết người ở Sendling vào lễ Giáng sinh và trận đánh nổi dậy ở Aidenbach.
Trong khi đó, Maximilian Emanuel tiếp tục chiến đấu bên phe Pháp. Cùng với François de Neufville, duc de Villeroy, ông thua trận Ramillies năm 1706. Kết quả là, Brussels có thể bị quân Đồng minh chiếm đóng. Các kế hoạch để ông trở thành vua của Hungary liên quan đến cuộc nổi dậy của Francis II Rákóczi đã không thành công.

### Lưu vong và Công tước Luxemburg
Năm 1706, Maximilian Emanuel và em trai Joseph Clemens, Tuyển hầu tước của Köln, bị đưa ra khỏi xã hội đế chế (không còn quyền dân sự gì nữa). Trong khi đó, Thượng Pfalz đã được trao cho người anh em họ ở Pfalz của Max Emanuel, Johann Wilhelm, người cũng đảm nhận chức danh tuyển hầu tước. Vào ngày 19 tháng 10 năm 1706, Maximilian Emanuel và các nhạc công của ông đã làm lễ chuyển đến Mons để cư trú ở đó. Thậm chí còn có tổ chức nhảy đầm và trình diễn kịch trong đại sảnh của tòa thị chính.
Năm 1708, Maximilian Emanuel một lần nữa dẫn quân vào Rheinland mà không đạt được thành công nào đáng chú ý. Sau đó, ông không nhận được lệnh nào nữa từ Louis XIV. Sau khi phần lớn đất nước Hà Lan thuộc Tây Ban Nha bị chiếm đóng vào năm 1709 sau trận Malplaquet, Maximilian Emanuel đến Pháp. Sau một giai đoạn ngắn ở Versailles, ông được chỉ định cho ở tại lâu đài Compiègne. Đó chỉ là một cử chỉ đáp ứng việc cháu trai của ông là Philip V của Tây Ban Nha chỉ định ông là người cai trị Hà Lan thuộc Tây Ban Nha vào năm 1711 mà vẫn bị Đồng minh chiếm đóng. Sự cai trị của ông ở khu vực Namur, Luxembourg, Charleroi và Nieuwpoort phụ thuộc hoàn toàn vào viện trợ của Pháp.
Với phía bên kia, ông đã đàm phán để đổi Bayern lấy Hà Lan thuộc Tây Ban Nha. Ông ấy sẵn sàng đổi phe vì điều đó. Những nỗ lực này cũng thất bại do sự phản đối của em trai là Joseph Clemens. Ngay từ năm 1709, Maximilian Emanuel đã cố gắng không thành công trong việc đổi Bayern lấy Milan, Mantua và Sardinia với nhà Habsburg. Một bước ngoặt chỉ đến vào năm 1711 sau cái chết đột ngột của Hoàng đế Joseph I, khi người em trai là người Habsburg đòi thừa kế ngôi ở Tây Ban Nha Karl VI bây giờ trở thành hoàng đế mới. Cho nên, thay vì bá quyền của Pháp, bây giờ cần phải lo sợ bá quyền của Áo ở châu Âu. Vì vậy, năm 1713, Anh rút khỏi Liên minh Hoàng đế The Hague và làm hòa với Pháp. Cũng trong Hòa bình Utrecht, Max Emanuel đã lên kế hoạch nhưng bất thành để có được các vương quốc Sardinia và Sicily đổi lấy sự từ bỏ Bayern.
Trong Hiệp định Hòa bình Rastatt và Hòa bình Baden năm 1714, người Pháp đã đàm phán thành công để Max Emanuel được phục hồi làm Tuyển hầu tước xứ Bayern. Những nỗ lực của ông ấy để có được thêm nhiều lãnh thổ hơn đã thất bại. Sau khi Max Emanuel lấy lại được lãnh thổ, Bá tước Maximilian Johann Franz von Preysing, chịu trách nhiệm mọi việc tại tuyển hầu quốc với tư cách là thủ tướng chính phủ cho đến khi tuyển hầu tước trở lại vào ngày 10 tháng 4 năm 1715. Không lâu sau khi trở về, Max Emanuel đã ký hiệp ước hỗ trợ và hữu nghị với Pháp.

### Kỷ nguyên chính phủ thứ hai ở Bayern

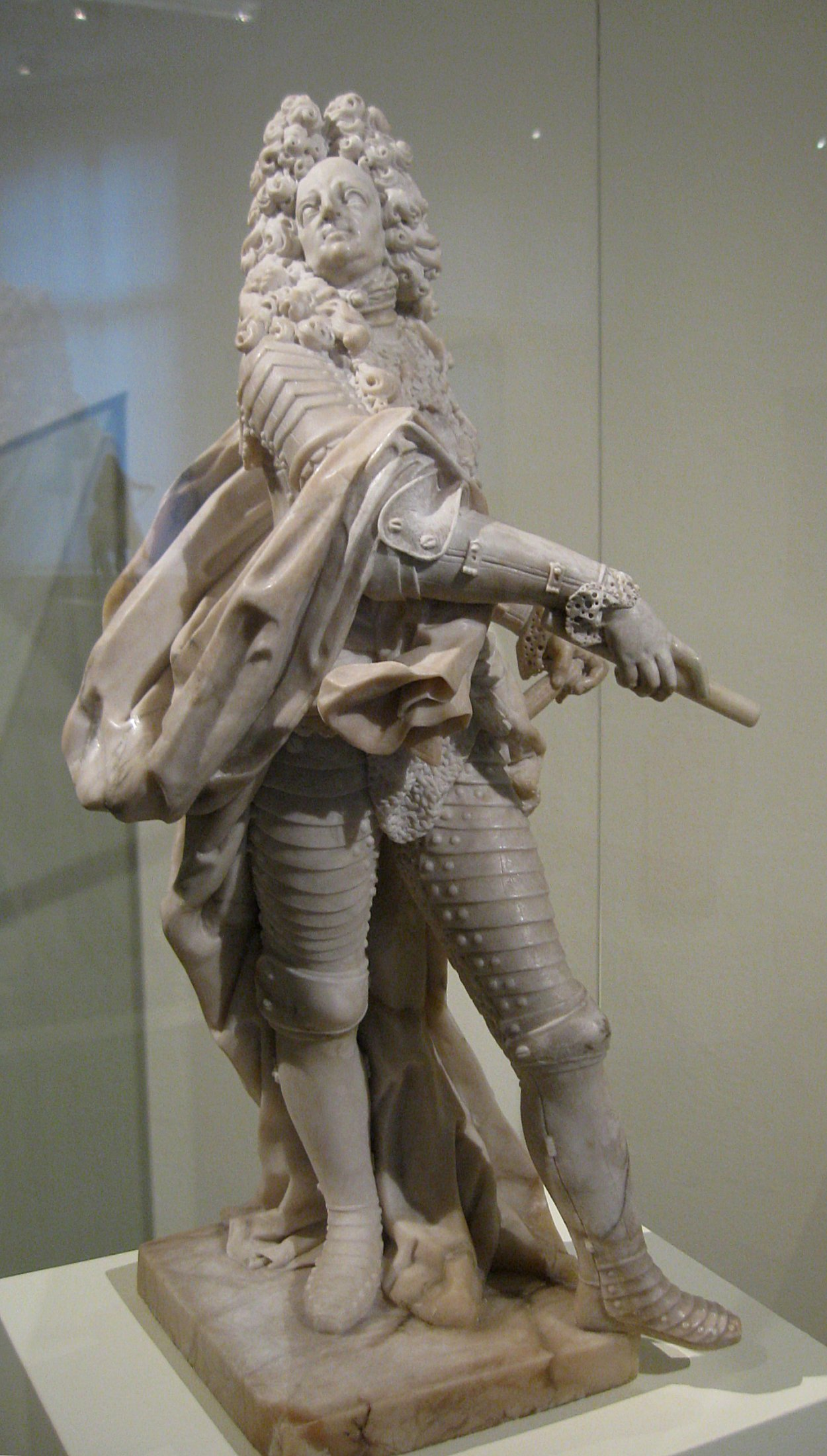
Max Emanuel điêu khắc bởi Giuseppe Volpini, khoảng năm 1720, Bảo tàng Quốc gia Bavaria

Chỉ sau Hiệp ước hòa bình Baden, Max Emanuel mới gặp lại vợ con vào ngày 3 tháng 4 năm 1715 tại Lâu đài Lichtenberg gần Landsberg am Lech. Sau khi Tuyển hầu tước Max Emanuel trở lại, Hội đồng Thủ tướng được khôi phục lại theo tầm mức và biên chế cũ vào năm 1715. Max Emanuel sau đó không bổ nhiệm Thủ tướng mới cho đến khi chính phủ của ông kết thúc. Không giống như dưới thời cha ông, chính sách đối nội và kinh tế tiếp tục bị bỏ quên. Sự chú ý của Max Emanuel vẫn tập trung hoàn toàn vào việc tăng thứ hạng và các liên minh cần thiết cho việc này.
Mặc dù liên minh với Pháp, Max Emanuel cố gắng đạt được thỏa thuận với Hoàng đế Karl VI. Năm 1717, ông cung cấp quân đội Bayern cho cuộc Chiến tranh Ottoman–Venezia (1714–1718). Ông cũng kết hợp điều này với ý định thu lợi từ các cuộc tranh chấp quyền kế vị dự kiến ở Áo sau cái chết của hoàng đế. Cuộc hôn nhân của hoàng tử Bayern Karl Albrecht với Maria Amalia của Áo cũng nhằm mục đích này. Sự thừa nhận Luật cho phép phụ nữ làm quốc trưởng và việc từ bỏ quyền thừa kế của vị nữ đại bá tước là vấn đề không quan trọng đối với ông ta. Ông củng cố ảnh hưởng của hoàng tộc Wittelsbach trong đế chế bằng cách đóng góp đáng kể để con trai mình là Clemens August của Bayern có thể giữ nhiều chức giám mục cùng một lúc. Trong số đó có tổng giáo phận Köln với quyền bỏ phiếu chọn hoàng đế. Johann Theodor von Bayern cũng chiếm giữ một số giám mục. Với sự liên minh của nhà Wittelsbach năm 1724, tranh chấp nội bộ gia đình, đặc biệt là với dòng của tuyển hầu tước Karl III Philipp (Pfalz) được giải quyết. Việc liên minh này cũng bao gồm các công tước tôn giáo Wittelsbach, bao gồm cả Tuyển hầu tước Franz Ludwig. Trong khuôn khổ liên minh nhà Wittelsbach, một giải pháp cuối cùng đã đạt được về câu hỏi gây tranh cãi từ lâu về toàn quyền Pfalz của đế chế (tạm thời cho tới khi có hoàng đế mới), điều này đã tạo điều kiện cho Bayern và Pfalz cùng thực hiện quyền toàn quyền Pfalz của đế chế trong tương lai. Trong giai đoạn thứ hai của triều đại Max Emanuel, điều quan trọng là phải vượt qua sự cô lập chính trị của ông từ thời kỳ Chiến tranh Kế vị Đế chế Tây Ban Nha. Tuy nhiên, bất chấp mọi nỗ lực, công quốc này vẫn phải gánh những khoản nợ lớn.
Cũng trong giai đoạn thứ hai, ông tiếp tục việc xây dựng Cung điện Nymphenburg và Cung điện Schleissheim mới đã bị ngưng trong chiến tranh. Ngoài ra, ông đã cho sửa sang lại toàn bộ Lâu đài Dachau và xây dựng Lâu đài Fürstenried. Với các kiến trúc sư Joseph Effner và sau đó là François de Cuvilliés, ảnh hưởng của người Pháp trong kiến trúc cung đình đã tăng lên, sau khi nghệ thuật Baroque của Ý trước đây đã thống trị triều đình trong nhiều thập kỷ. Max Emanuel cũng là một nhà sưu tập nghệ thuật: ông đã mua 101 bức tranh với giá 90.000 Brabant Gulden, trong đó có 12 tác phẩm của riêng Peter Paul Rubens, ngày nay là nền tảng của viện bảo tàng Alte Pinakothek. Đối với âm nhạc cung đình của mình, ông đã mua các nhạc cụ từ nhà cung cấp người Pháp cho triều đình, Pierre Naust ở Paris, trong số những người khác. Bộ sưu tập Đông Á của Cung điện München ngày nay chứa hơn 500 sản phẩm đồ sứ quý giá từ Trung Quốc và Nhật Bản cũng như đồ sơn mài, hầu hết các vật trưng bày đều do Max Emanuel mua sắm.